# Sugiono
Sugiono, né le 11 février 1979, est un homme politique, militaire et diplomate indonésien. Il est ministre des Affaires étrangères depuis le 21 octobre 2024.

## Biographie
Sugiono est né le 11 février 1979 à Takengon (en) dans la province d'Aceh.
Sugiono est militaire dans les forces spéciales avant de faire de la politique.
En avril 2019, Sugiono est élu au Conseil représentatif du peuple et devient vice-président de la commission I qui traite de la Défense et des Affaires étrangères.
Sugiono est vice-président du parti Gerindra dont le président est Prabowo Subianto.
Après l'élection de Prabowo Subianto à la présidence, un nouveau cabinet, nommé Cabinet rouge-blanc (en), est formé. Sugiono est nommé ministre des Affaires étrangères.